# Андрійов Йосип
Андрійов Йосип – український громадський діяч у Хабаровську. В 1920–1921 роках – голова Ради товариства «Просвіта», член Ради Хабаровської Української Громади та Хабаровської Української Окружної Ради.